# Marienkapelle (Hammersbach)

Marienkapelle von Norden

Die römisch-katholische Kapelle Mariä Himmelfahrt im Ortsteil Hammersbach der Gemeinde Grainau im oberbayerischen Landkreis Garmisch-Partenkirchen gehört als Teil der Pfarrei St. Johannes der Täufer Grainau zum Dekanat Werdenfels des Erzbistums München und Freising. Das Gotteshaus mit der Adresse Kreuzeckweg 2a steht unter Denkmalschutz. Die Kapelle befindet sich am südlichen Ortsrand direkt am Eingang zur Höllentalklamm.
In Hammersbach wurde bereits 1783 eine Marienkapelle errichtet. Die heutige Kapelle stiftete der Benefiziat Benedikt Bader. Sie wurde nach Plänen von Emanuel von Seidl errichtet und im März 1901 geweiht.
Die neobarocke Saalkirche besitzt einen Schweifgiebel und einen davon leicht zurückgesetzten Dachreiter. Sie ist in etwa nach Südosten ausgerichtet.

Innenansicht
Deckenfresko: Mariä Aufnahme in den Himmel